# Johannes Jannasch
Johannes Jannasch (* 27. Juni 1991 in Eckernförde) ist ein deutscher Schauspieler.

## Leben und Karriere
Geboren wurde Johannes Jannasch 1991 in Eckernförde. Im Zeitraum von 2014 bis 2018 absolvierte er ein Schauspielstudium an der Akademie für Darstellende Kunst Baden-Württemberg.
Seine erste Rolle in einem Kinofilm hatte er 2018 in dem Historienfilm Mackie Messer – Brechts Dreigroschenfilm von Joachim A. Lang. Anschließend war Jannsch dann auch gelegentlich als Nebendarsteller in einigen Fernsehproduktionen, wie beispielsweise der Kriminalfilmreihe SOKO München oder der Familienserie Die Bergretter zu sehen.
Seinen Hauptwohnsitz hat Jannasch in München.

## Rollen (Auswahl)

### Theater
- 2017: Der Untergang des Egoisten Johann Fatzer (Regie: Thomas Schmauser, Staatstheater Stuttgart)
- 2018: Onkel Wanja (Regie: Maximilian Pellert, ADK-Ludwigsburg)
- 2018: Hedda Gabler (Regie: Felix Biske, Landungsbrücken Frankfurt)

### Filmografie
- 2016: Elja – 376 A.D. (Kurzspielfilm)
- 2018: Mackie Messer – Brechts Dreigroschenfilm (Kinofilm)
- 2019: Hubert ohne Staller (Fernsehserie, Episode 140)
- 2019: SOKO München (Fernsehserie, Episode 664)
- 2020: Die Bergretter (Fernsehserie)
- 2021: Neben der Spur – Schließe deine Augen (Fernsehreihe)
- 2022: Der Bergdoktor – Kalte Stille (Fernsehserie)
- 2023: Sturm der Liebe (Fernsehserie)